# Kasteel Berlaarhof
Kasteel Berlaarhof is een kasteeltje te Berlaar in de provincie Antwerpen, halverwege de 19e eeuw gebouwd in een mengstijl met elementen uit de periode van Lodewijk XV en Lodewijk XVI.
Tot het domein behoorden ook twee hoevegebouwen en een hovenierswoning, en een parkprieeltje.